# Tijdbalk geschreven en gedrukte woord
Op deze pagina is een tijdbalk van het geschreven en gedrukte woord te zien.

## Tijdbalk
| 3000 v.Chr. | Egyptenaren schrijven op papyrus, een schriftdrager gemaakt van papyrusriet.                                                                                    |
| 2500 v.Chr. | Uitvinding van inkt in China. |
| 250 v.Chr.  | In Turkije wordt geschreven op perkament, gemaakt van dierenhuid.                                                                                               |
| 600         | Chinezen drukken hele bladzijden met houten blokken. |
| 618         | Aan het Chinese hof wordt een krant gemaakt. |
| 635         | In Spanje wordt een ganzenveren pen uitgevonden. |
| 748         | In China wordt de eerste echte krant gedrukt. |
| 868         | De Diamantsoetra, het oudste bekende complete gedrukte boek. |
| 975         | Rond deze tijd komt Dirk II, graaf van Holland, in het bezit van het Evangeliarium van Egmond.                                                                  |
| 1040        | Rond deze tijd vindt Bi Sheng in China de losse drukletters van gebakken klei uit.                                                                              |
| 1050        | In China worden de eerste boeken gemaakt van losse drukletters.                                                                                                 |
| 1107        | In China wordt de kleurendruk ontwikkeld om het vervalsen van bankbiljetten tegen te gaan.                                                                      |
| 1390        | In Korea worden losse metalen drukletters gebruikt. |
| 1390        | In Duitsland wordt de eerste papierfabriek gebouwd. |
| 1405        | Bouw van de eerste papiermolen in Nederland. |
| 1447        | Johann Gutenberg vindt als eerste Europeaan de gegoten drukletter uit. De Haarlemmer Laurens Janszoon Coster werd vaak abusievelijk als de uitvinder beschouwd. |
| 1455        | Johann Gutenberg drukt de eerste bijbel in Mainz. |
| 1460        | Albert Pfister combineert als eerste houtsneden en letterzetsel.                                                                                                |
| 1465        | Italië - het eerste boek wordt gedrukt. |
| 1473        | In de Nederlanden verschijnt het eerste gedateerde boek, gedrukt in Utrecht.                                                                                    |
| 1474        | William Caxton drukt het eerste boek in de Engelse taal. |
| 1477        | De eerste bijbel in het Nederlands verschijnt in Delft, gedrukt door Jacob Jacobszoon van der Meer en Mauricius Yemantszoon van Middelburg.                     |
| 1496        | De eerste bladmuziek wordt gedrukt. |
| 1564        | Uitvinding van het potlood. |
| 1569        | De Vlaming Gerardus Mercator ontwikkelt de mercatorprojectie, die nu nog steeds wordt gebruikt om landkaarten te maken.                                         |
| 1638        | In Cambridge, Massachusetts wordt de eerste drukpers van Noord-Amerika in gebruik genomen.                                                                      |
| 1662        | In de Drukwet legt de Engelse regering vast wat drukkers wel en niet mogen drukken.                                                                             |
| 1709        | In Engeland beschermt de eerste copyrightwet auteurs tegen misbruik van hun werk.                                                                               |
| 1704        | Een eerste encyclopedie komt uit in Groot-Brittannië. |
| 1710        | Uitvinding driekleurendruk door Jacob Christoph Le Blon. |
| 1714        | In Londen vraagt Henry Mill patent aan op de uitvinding van een typemachine.                                                                                    |
| 1719        | Uitvinding van de vierkleurendruk door Jacob Christoph Le Blon.                                                                                                 |
| 1771        | Verschijning van de eerste Encyclopaedia Britannica. |
| 1780        | Uitvinding van de vulpen. |
| 1798        | Uitvinding van de vlakdruktechniek door Alois Senefelder. |
| 1800        | De eerste ijzeren drukpers wordt gebouwd in London. Daarvoor waren ze van hout.                                                                                 |
| 1808        | Begin van de vlakdruk in kleur. |
| 1823        | Firmin Gillot drukte als eerste in de wereld foto`s af met behulp van vlakdruktechniek.                                                                         |
| 1840        | Bouw van de eerste goed werkende zetmachine. |
| 1847        | Uitvinding van de rotatiepers en doorlopende papierbaan door Richard March Hoe.                                                                                 |
| 1872        | Uitvinding van de elektrische typemachine door Thomas Edison.                                                                                                   |
| 1872        | Christopher Latham Sholes ontwerpt het QWERTY-toetsenbord. |
| 1872        | Uitvinding van de diepdruktechniek door C. Gillot. |
| 1880        | In de New York Daily Graphic verschijnen de eerste rasterfoto's.                                                                                                |
| 1884        | Ottmar Mergenthaler ontwikkelt de linotype, een loodzetmachine die hele regels tegelijk giet, zodat per regel kan worden gedrukt.                               |
| 1884        | Uitvinding van de moderne vulpen door Lewis Waterman. |
| 1887        | Uitvinding van de losse letterzetmachine door Tolbert Lanston.                                                                                                  |
| 1892        | Thomas Oliver bouwt de eerste typemachine die gelijk laat zien wat je typt.                                                                                     |
| 1902        | George Blickensderfer ontwikkelt de eerste praktische elektrische typemachine.                                                                                  |
| 1904        | Uitvinding van de offsetdruk door Ira Rubel. |
| 1915        | Uitvinding van de vulpotlood door Rokuji Hayakawa. |
| 1935        | M. Perrand vraagt patent aan op de inktpatroon, uitgevonden in 1927.                                                                                            |
| 1936        | De uitgeverij Penguin lanceert de moderne paperback. |
| 1937        | Uitvinding van de xerografie (kopieerprocedé) door Chester Carlson (VS).                                                                                        |
| 1938        | László Bíró ontwikkelt de balpen. |
| 1949        | Ontwikkeling van de eerste fotozetmachine, die tot 50.000 tekens per uur kan zetten.                                                                            |
| 1957        | IBM ontwikkelt de dot-matrixprinter. |
| 1959        | De eerste Xerox kopieermachine komt in de handel. |
| 1963        | Uitvinding van de viltstift door de Japanse pennenfabriek Pentel.                                                                                               |
| 1966        | Uitvinding van de computerprinter met margrietwiel. |
| 1971        | Introductie van de eerste Intel-microprocessor. |
| 1974        | Introductie van de eerste scanners die streepjescodes kunnen lezen in supermarkten in de VS.                                                                    |
| 1975        | IBM ontwikkelt de laserprinter. |
| 1976        | IBM ontwikkelt de inkjetprinter. |
| 1985        | Rodger Gamblin ontwikkelt drukinkt die niet uitloopt of afgeeft op de handen van de lezer.                                                                      |